# Circondario di Osnabrück
Il circondario di Osnabrück è un circondario (Landkreis) della Bassa Sassonia, in Germania.
Il capoluogo è Osnabrück, che tuttavia non appartiene al circondario.

## Geografia antropica
Il circondario si divide in 34 comuni, otto di questi si qualificano come città.
(Tra parentesi i dati della popolazione al 31 dicembre 2021)

### Comuni
1. Bad Essen (15 982)
2. Bad Iburg, città (10 559)
3. Bad Laer (9 140)
4. Bad Rothenfelde (8 477)
5. Belm (13 896)
6. Bissendorf (14 680)
7. Bohmte (12 741)
8. Bramsche, città, (comune indipendente) (32 103)
9. Dissen am Teutoburger Wald, città (10 369)
10. Georgsmarienhütte, città, (comune indipendente) (31 790)
11. Glandorf (6 619)
12. Hagen am Teutoburger Wald (13 471)
13. Hasbergen (11 024)
14. Hilter am Teutoburger Wald (10 480)
15. Melle, città, (comune indipendente) (46 732)
16. Ostercappeln (9 890)
17. Wallenhorst, (comune indipendente) (22 867)

### Comunità amministrative (Samtgemeinde)
- Samtgemeinde Artland, con i comuni:

1. Badbergen (4 646)
2. Menslage (2 491)
3. Nortrup (2 983)
4. Quakenbrück, città * (13 612)

- Samtgemeinde Bersenbrück, con i comuni:

1. Alfhausen (4 108)
2. Ankum (7 768)
3. Bersenbrück, città * (8 810)
4. Eggermühlen (1 782)
5. Gehrde (2 574)
6. Kettenkamp (1 816)
7. Rieste (3 620)

- Samtgemeinde Fürstenau, con i comuni:

1. Berge (3 587)
2. Bippen (2 997)
3. Fürstenau (città) (9 621)

- Samtgemeinde Neuenkirchen, con i comuni:

1. Merzen (3 899)
2. Neuenkirchen (4 605)
3. Voltlage (1 811)